# James Shadrack Mkhulunylwa Matsebula
James Shadrack Mkhulunyelwa Matsebula est un poète et historien de l'Eswatini né en 1918 et mort en 1993.

## Biographie
Né à Maphalaleni en Eswatini, il étudie au lycée de Mnambithi pour ensuite aller à l'université en Afrique du Sud. Il est considéré comme un historien pionnier en Eswatini, et comme un poète de premier plan.
Il fut ensuite le biographe officiel du roi Sobhuza II.

## Langues
Il écrivait en anglais, swati et zoulou.

## Œuvres
Son œuvre principale est Izakhiwo ZamaSwazi (Les origines du Swazi) écrite en 1952.